# Mychajło Ołeksijenko
Mychajło Ołeksijenko, ukr. Михайло Олексієнко (ur. 30 września 1986 we Lwowie) – ukraiński szachista, arcymistrz od 2005 roku.

## Kariera szachowa
Wielokrotnie startował w finałach Ukrainy juniorów w różnych kategoriach wiekowych, medale zdobywając m.in. w latach 2004 i 2005 (oba brązowe, oba w kategorii do 20 lat) oraz 2002, w którym w grupie do 16 lat podzielił I-III miejsce (wspólnie z Igorem Smirnowem i Walerijem Awieskułowem). W 2002 r. wystąpił na mistrzostwach Europy juniorów do 16 lat, zajmując w Peñiscoli V miejsce.
Normy na tytuł arcymistrza wypełnił we Lwowie (2004, II m. za Timurem Gariejewem), Cappelle-la-Grande (2005, dz. III m. za Davitem Szengelią i Michaiłem Brodskim, wspólnie z Danielem Gormallym, Markiem Hebdenem i Amirem Bagherim) oraz Mińsku (2005, dz. IV m. za Aleksiejem Aleksandrowem, Siergiejem Azarowem i Aleksandrem Riazancewem). Do innych jego sukcesów w turniejach międzynarodowych należą m.in.:
- wielokrotnie dz. I m. we Lwowie
  - 2002, wspólnie z Walerijem Awieskułowem,
  - 2004, wspólnie z Vasile Sănduleacem,
  - 2007, wspólnie z Jurijem Wowkiem,
  - 2009, wspólnie z Jurijem Wowkiem i Romanem Widoniakiem,
- dz. I m. w Ołomuńcu (2005, wspólnie z Jurijem Kryworuczko),
- dz. I m. w Rodatyczach (2006, wspólnie z Jurijem Sołodowniczenko),
- dz. II m. w Pardubicach (2006, za Stanisławem Nowikowem, wspólnie z m.in. Jewgienijem Tomaszewskim, Grzegorzem Gajewskim, Vlastimilem Babulą, Pawłem Czarnotą i Władimirem Potkinem),
- I m. w Guingamp – dwukrotnie (2006, 2007),
- dz. II m. w Budapeszcie (2009, za Jarosławem Żerebuchem, wspólnie z Richardem Rapportem),
- I m. w Sautron (2012)[3],
- dz. I m. w Mińsku (2014, memoriał Dawida Bronsteina, wspólnie z Baadurem Dżobawą i Serhijem Fedorczukiem)[4].

Najwyższy ranking w dotychczasowej karierze osiągnął 1 stycznia 2015 r., z wynikiem 2643 punktów zajmował.